# 고카쇼정 (미에현)
고카쇼정(五ヶ所町)은 미에현 와타라이군에 있던 정이다. 현재의 미나미이세정 동부, 고카쇼만의 가장 안쪽 해안에 해당한다.

## 역사
- 1889년 4월 1일 - 정촌제 시행에 의해 와타라이군 고카쇼촌이 성립하였다.
- 1940년 2월 11일 - 정으로 승격해 고카쇼정이 되었다.
- 1955년 2월 11일 - 호노하라촌, 미나미촌, 슈쿠타소촌, 가미하라촌의 일부와 합병해 난세이정이 성립하여, 동일 고카쇼정은 폐지되었다.

## 교통

### 도로
- 미에현 도로 12호 우지야마다 고카쇼선

## 참고문헌
- 「角川日本地名大辞典」編纂委員会『角川日本地名大辞典 24 三重県』角川書店、1983年